# Gary Janetti
Gary V. Janetti (New York, 22 marzo 1966) è uno sceneggiatore, produttore televisivo e attore statunitense.

## Carriera
Janetti ha iniziato la sua carriera nel mondo della televisione sceneggiando alcuni episodi delle serie televisive The Naked Truth (1995-1996) e Questione di stile (1998).
Dal 1999 è uno degli sceneggiatori della serie animata I Griffin, per la quale ha scritto 12 episodi (al 2015). Inoltre ha lavorato a I Griffin anche come consulente alla produzione e doppiatore di personaggi minori (dal 1999), come supervisore alla produzione (nel 1999) e come co-produttore esecutivo (dal 2011 al 2014).
Dal 2002 al 2006 è stato anche uno degli sceneggiatori della serie televisiva Will & Grace, per la quale ha scritto un totale di 9 episodi. Ha lavorato alla serie anche come supervisore alla produzione (dal 2002 al 2003), come co-produttore esecutivo (dal 2003 al 2005) e come produttore esecutivo (dal 2005 al 2006).
Dal 2013 al 2016 è stato sceneggiatore e produttore esecutivo per tutti gli episodi della sitcom britannica Vicious, da lui co-ideata insieme al drammaturgo inglese Mark Ravenhill.

## Vita privata
Janetti vive a Los Angeles con suo marito, Brad Goreski, stilista e personaggio televisivo canadese naturalizzato statunitense.
Si sono sposati, dopo 16 anni insieme, nel dicembre 2017 a bordo della lussuosa nave  da crociera Seabourn Sojour, nel mar dei Caraibi. 

## Filmografia

### Sceneggiatore
- The Naked Truth - serie TV, 3 episodi (1995-1996)
- Questione di stile (Style & Substance) - serie TV, 2 episodi (1998)
- I Griffin (Family Guy) - serie TV, 12 episodi (1999-2015)
- Bette - serie TV, 2 episodi (2000-2001)
- Will & Grace - serie TV, 9 episodi (2002-2006)
- La storia segreta di Stewie Griffin (Stewie Griffin: The Untold Story), regia di Pete Michels e Peter Shin (2005)
- The Mastersons of Manhattan, regia di James Burrows - film TV (2007)
- Vicious - serie TV, 14 episodi (2013-2016)

### Produttore
- Questione di stile (Style & Substance) - serie TV, 1 episodio (1998) - coproduttore
- Bette - serie TV, 1 episodio (2000) - coproduttore esecutivo
- Will & Grace - serie TV, 48 episodi (2003-2005) - coproduttore esecutivo
- Will & Grace - serie TV, 23 episodi (2005-2006) - produttore esecutivo
- The Mastersons of Manhattan, regia di James Burrows - film TV (2007) - produttore esecutivo
- I Griffin (Family Guy) - serie TV, 44 episodi (2011-2014) - coproduttore esecutivo
- Vicious - serie TV, 14 episodi (2013-2016) - produttore esecutivo

### Attore
- Broadway Damage, regia di Victor Mignatti (1997)
- Questione di stile (Style & Substance) - serie TV, 1 episodio (1998)
- I Griffin (Family Guy) - serie TV, 21 episodi (1999-2015) - voce
- Bette - serie TV, 2 episodi (2000-2001)
- Will & Grace - serie TV, 1 episodio (2003)
- La storia segreta di Stewie Griffin (Stewie Griffin: The Untold Story), regia di Pete Michels e Peter Shin (2005) - voce
- A passo di danza (Bunheads) - serie TV, 2 episodi (2012)